# Sevillanas (película)
Sevillanas es una película española realizada por el director Carlos Saura, en 1992, que supone un homenaje al cante y al baile por sevillanas. Es una combinación entre documental y musical en el que se reúnen muchos de los mayores talentos musicales que se han acercado al género de las sevillanas, entre los que destacan  Camarón de la Isla, Rocío Jurado, Paco de Lucía o Manolo Sanlúcar.

## Reparto
- Manuela Carrasco
- Matilde Coral
- Paco de Lucía
- Merche Esmeralda
- Lola Flores
- Camarón de la Isla
- Rocío Jurado
- Manuel Pareja Obregón
- Rafael "El Negro"
- Los Romeros de la Puebla
- Salmarina
- Manolo Sanlúcar
- Tomatito
- Paco Toronjo
- Carlos Vilán

## Banda sonora
1. "Viva Sevilla", de Rey y Quintero, "Rosa de Pitimini", "Lo tiré al pozo", "Mi novio es cartujano", "Tiene una cinturita", sevillanas populares interpretadas por Rocío Jurado
2. Sevillanas Flamencas interpretadas por Manolo Sanlúcar
3. "Dame la mano", "Toma que toma", "Pa qué me llamas prima", "Mi barrio", de Isidro Muñoz Alcón y José Miguel Evon, interpretadas por El Camarón de la Isla
4. "Que también es de Sevilla", "La Flor del Romero llora", "Sevillanas de Triana", "Sevillanas de la Reina", de Clavero, Manuel Pareja Obregón y Beltrán, interpretada por Manuel Pareja Obregón
5. "Sevillanas Boleras", arreglos de Manolo Sanlúcar, interpretada por Pulso y Púas del Puerto
6. "La liebre" de Pedro Peña Peña, interpretada por Las Corraleras de Lebrija
7. Sevillanas a dos guitarras, interpretada por Paco De Lucía Y Manolo Sanlúcar
8. "La vio el Rey David", de Paco Toronjo
9. "Fue en Sevilla", de Isidro Muñoz Alcón y José Miguel Evon, interpretada por Salmarina
10. "Solano de las Marismas", de Aurelio Verde y José Manuel Moya, "Tiempo detente", de Padre Quevedo y José Manuel Moya y "Rociero hasta que muera", de Francisco Coria y Juan Díaz Rodríguez, interpretadas por Los Romeros de la Puebla
11. "La vuelta del camino", de A. Santiago y J. Hurtado, interpretada por "Música, Pito y Tambor". Hermanos Tenazas Y José Antonio Vázquez: 	Sevillanas De Pito Y Tambor / Lloran Los Pinos Del Coto / Las Del Manuel / Flores A Ella / Por Las Sierra De Armenia
12. "Están bailando", de Pedro Peña Peña, interpretada por Las Corraleras de Lebrija